# Струве, Алексей Петрович
Алексе́й Петро́вич Стру́ве (фр. Alexis Struve; род. 1 октября 1958, Париж) — французский православный священнослужитель (протопресвитер), клирик Галльской митрополии Константинопольского патриархата (с 2019 года); ранее — Экзархата приходов русской традиции в Западной Европе (Константинопольский патриархат). «Архиерейский викарий» (благочинный) Викариатства святой Марии Парижской и святого Алексия праведного (с 4 июля 2020 года).

## Биография
Родился 1 октября 1958 года в Париже в семье протоиерея Петра Струве, представителя дворянского рода Струве. Его прадед — русский философ Петр Струве, дядя — многолетний глава издательства YMCA-Press и редактор «Вестника РХД» Никита Струве.
Окончил экономический факультет Университета Париж-Х-Нантер и в течение 5 лет преподавал экономику. В 1978 году женился на Анне Ребиндер.
Активный член Русского студенческого христианского движения (РСХД), руководитель юношеского отдела РСХД, с 1981 года — член совета РСХД.
С 1983 по 1986 годы — вице-президент, а с 1986 по 1989 год — президент православной молодёжной организации Синдесмос.
С 1988—1994 год — генеральный секретарь христианской организации против пыток ACAT (фр. Action des chretiens pour l’abolition de la torture).
В 1994 году поступил работать в Государственное агентство Business France. С 1994 по 2000 начальник кабинета Министерства внешних экономических отношений Франции, затем руководитель кабинета президента Агентства по международному развитию французских предприятий.
В 1994 по 2001 год был генеральным секретарём Православного братства Западной Европы.
В 1997 году рукоположён в сан диакона и служил в церкви Введения во храм Пресвятой Богородицы на улице Оливье-де-Серр и во франкоязычном православном приходе Святой Троицы в крипте собора Святого Александра Невского на улице Дарю в Париже, будучи клириком Архиепископии приходов русской традиции в Западной Европе Константинопольского патриархата, получившей статус экзархата в 1999 году.
В 1999 году рукоположён в сан священника и назначен клириком франкоязычного прихода Святой Троицы в крипте собора Александра Невского.
В декабре 2004 года назначен настоятелем Александро-Невского прихода в Биаррице. 28 сентября 2011 года освобожден по собственной просьбе от должности настоятеля данного прихода.
1 октября 2012 года архиепископом Гавриилом (де Вильдером) назначен заместителем настоятеля Александро-Невского кафедрального собора в Париже, то есть архиепископа Гавриила.
С 2014 по 2019 год работал в посольстве Франции в Киеве, Украина, где занимал должность директора офиса Business France и советника по продажам.
27 ноября 2018 года Синод Константинопольского патриархата упразднил Экзархат приходов русской традиции в Западной Европе, а приходам русской традиции предписывалось влиться в местные греческие епархии Константинопольского патриархата, что вызвало противоречивую реакцию клира и мирян. Алексий Струве решил подчиниться решениям Синода Константинопольского патриархата, перейдя таким образом в Галльскую митрополию. Своё решение он объяснил так: «Я родился и вырос во Вселенском патриархате. Мой отец был священником Вселенского патриархата. Мы почти 100 лет жили в полной свободе и могли развиваться, и я не вижу причин покидать его. К сожалению, мы стали пленниками битвы между патриархатами, и если я перейду в Московский патриархат, то не смогу причащаться с моими друзьями из Константинопольского патриархата». По словам диакона Александра Занемонца, Алексий Струве «был сторонником того, чтобы те, кто хочет в Москву, ушли в Москву. А те, кто готов на викариатство в составе Галльской епархии Константинопольского патриархата, выполнили решение Фанара от 29 ноября 2018 года».
Синод Константинопольского патриархата решением от 29—30 августа 2019 года уволил со всех должностей архиепископа Иоанна (Реннето), ратовавшего за переход архиепископии в Московский патриархат, и предоставил ему канонический отпуск. Одновременно «ответственность за общины бывшего экзархата во Франции передана в полном объёме местному архипастырю митрополиту Эммануилу», а протоиерей Алексей Струве был назначен настоятелем Александро-Невского собора в Париже. Однако архиепископ Иоанн не признал своего увольнения, а протоиерей Алексий Струве настоятельство принял, но «не исполнил», так как не хотел «ещё одного скандала».
Кроме того, на Международной конференции «Универсальность и индивидуальные истории. Призвание Церкви», состоявшейся 11-13 октября в Сериате он отметил, что истинная причина разделения между Московским и Константинопольским патриархатом заключается в том, что сегодня отношения между поместными Церквами основаны на устаревших понятиях власти: «Кто второй Рим? Кто — третий? Кто будет первым среди равных?… Наши Церкви всё ещё держатся за имперские модели… Мы в слишком большой степени остаемся Церквами мира, а не Церковью в мире».
26 февраля 2020 года митрополитом Галльским Эммануилом (Адамакисом) назначен архиерейским викарием по координации создания викариатства Святой Марии Парижской и святого Алексия праведного, объединяющего приходы русской традиции, которые остались в подчинении Константинопольского патриархата и которые пребывают в составе Галльской митрополии. Выступил с инициативой создания в Париже франкоязычного прихода во имя апостола Матфея. При этом он настаивал на том, что эта новая община строится не против приходов, ушедших из Константинпольского патриархата, а в преемственности наследия основателей и великих пастырей франкоязычного прихода в Крипте Александро-Невского собора, таких как отец Борис Бобринский. 4 июля 2020 года на общем учредительном собрании Русского викариатства Галльской митрополии в Мёдоне был избран главой данной структуры.
В июле 2020 года он отметил: «Создание особого викариатства очень важно, поскольку у наших приходов общая история и общее понимание поместной церкви. То, что мы получили от наших отцов, — это соборность в духе решений Поместного собора 1917—1918 годов. Идею соборности мы вписали в устав викариатства. Она отражается и в приходской жизни, и в наших общих собраниях, нашей литургии, то есть на всех уровнях церковной жизни. И когда придет время и у нас будет викарный епископ, а мы на это надеемся, то именно общее собрание его изберет. Это написано в нашем уставе. Понятно, что последнее слово будет за Синодом, но важно, чтобы наше соборное мнение было услышано. Сегодня, несмотря на то что викариатство входит в Галльскую митрополию, мы имеем административную и пастырскую автономию». На тот момент викариатство насчитывало 21 приход и 2 общины
23 апреля 2024 года в соборе Святого Стефана Галльской митрополии патриархом Варфоломеем, находившемся с официальным визитом в Париже, возведён в ранг «протопресвитера Вселенского Престола» за его «приверженность и служение, которые он оказал Патриарху в созидании викариатства».